# Ulla Worm
Ulla Worm, född 11 januari 1908 i Odder, död 19 juni 1999, var en dansk politiker (Det Konservative Folkeparti). Hon var folketingsledamot 1968-1973.
Ulla Worm var dotter till arrendatorn Adam Rudolf Helms och Ragnheiôur Smith. Hon fick privatundervisning i hemmet samt utbildning i hushållarbete (1924-1927). Hon var sedan anställd på telefonbolaget Kbhs Telefon Aktieselskab som telefonist (1928-1943). Hon var gift med arrendatorn August Worm 1932-1970.
Worms politiska karriär började som ledamot i Herlevs kyrkoråd (1949-1954) och hon blev därefter, som den första kvinnan, ledamot i Herlevs kommunfullmäktige (1950-1970) för Det Konservative Folkeparti. I den senare var hon rådman (I Danmark en politisk ledare över en kommunal nämnd eller förvaltning) och vice borgmästare (1954-1970) samt tillförordnad borgmästare (1961-1962) då den ordinarie borgmästaren Valdemar Plantener rehabiliterades efter en trafikolycka. Hon var även ordförande av kommunfullmäktiges socialnämnd och för børne- og ungdomsværnet (motsvarade delvis socialtjänsten i Sverige). Hon var även ledamot i tillsynsrådet för behandlingshemmen Nøddebogård och Højbjerggård samt styrelseledamot i Kbhs Alm. Boligselskab (1954-1970).
Ulla Worm var folketingsledamot 1968-1973 för Rødovres valkrets.